# Eliomys munbyanus
Eliomys munbyanus là một loài động vật có vú trong họ Gliridae, bộ Gặm nhấm. Loài này được Pomel mô tả năm 1856.

## Hình ảnh

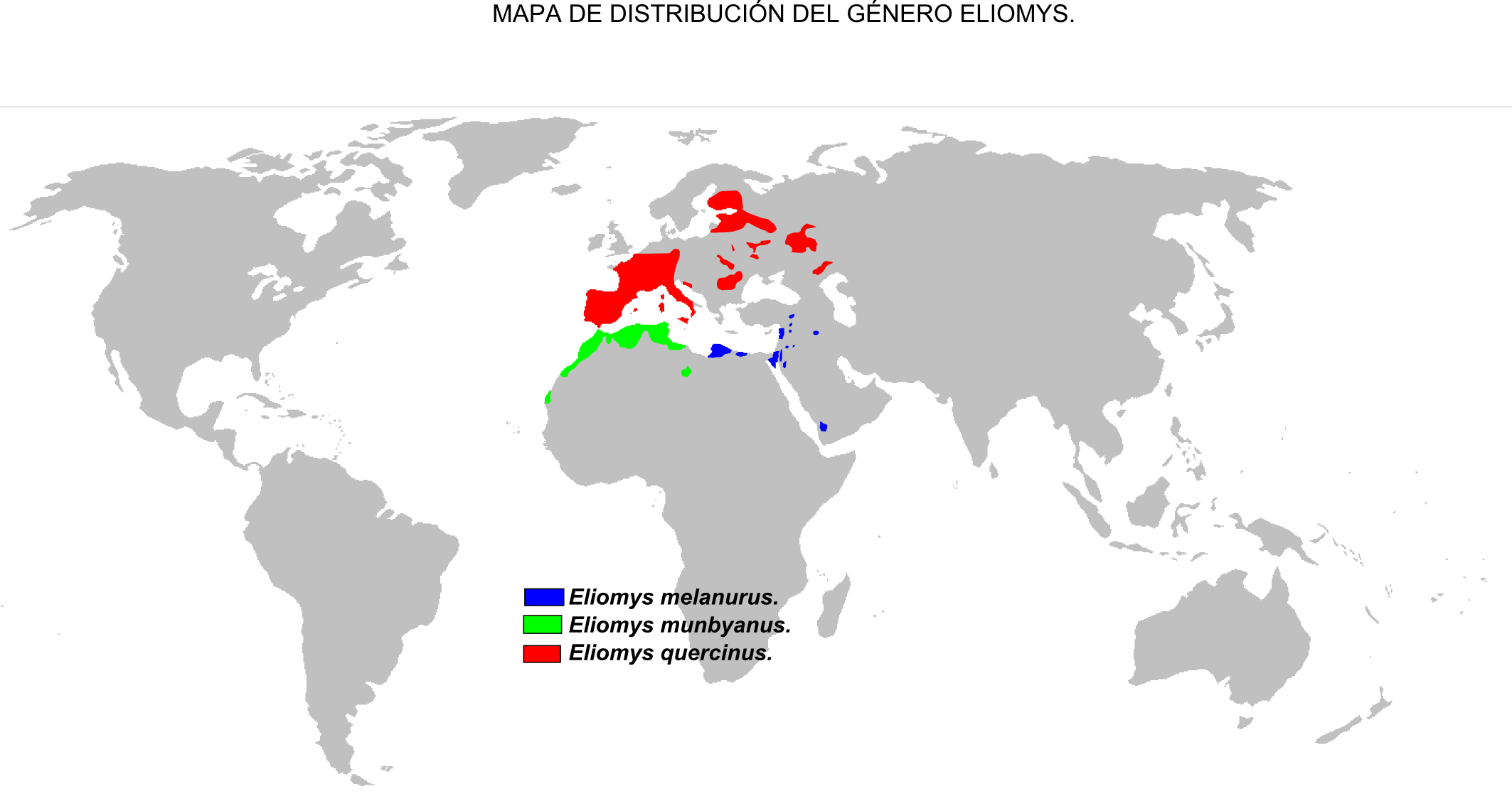
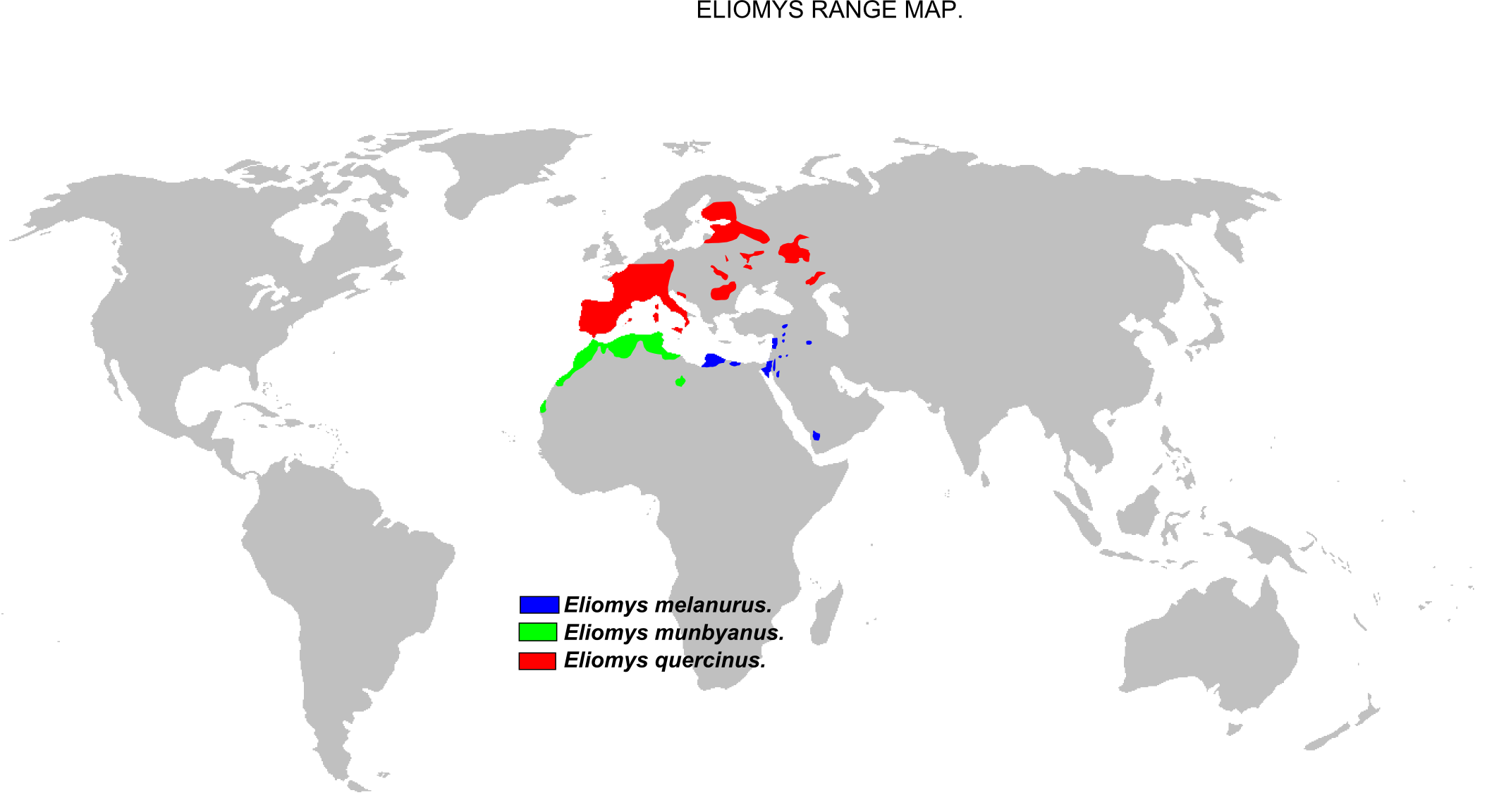